# Đơn thân nam nữ 2
Đơn thân nam nữ 2 (tiếng Trung: 單身男女 2, tiếng Anh: Don't Go Breaking My Heart 2) là một bộ phim điện ảnh Hồng Kông – Trung Quốc thuộc thể loại hài – lãng mạn – chính kịch ra mắt vào năm 2014 do Đỗ Kỳ Phong làm đạo diễn và đồng sản xuất, với sự tham gia diễn xuất của các diễn viên chính gồm Cao Viên Viên, Cổ Thiên Lạc, Dương Thiên Hoa, Châu Du Dân và Ngô Ngạn Tổ. Đây là phần phim tiếp theo sau phần phim đầu tiên ra mắt năm 2011. 
Bộ phim có buổi công chiếu tại Trung Quốc từ ngày 11 tháng 11 và tại Hồng Kông từ ngày 13 tháng 11 cùng năm.

## Nội dung
Nối tiếp những tình tiết sau phần đầu tiên, Trình Tử Hân đã chấp nhận lời cầu hôn của Phương Khải Hoành. Tuy nhiên, Trương Thân Nhiên vẫn một mực thầm yêu tha thiết người tình cũ, nên anh liên tục xuất hiện và tìm mọi cách để níu kéo và gây ra nhiều rắc rối với Tử Hân, dù lúc đó anh đang ở trong mối quan hệ phức tạp với Dương Ương Ương, người đang được Trình Tử Kiến – anh trai của Tử Hân – cầu hôn. Trước sự nhầm lẫn về thân phận và sự hỗn loạn giữa tình tay ba và tay tư, Tử Hân lại rơi vào thế khó và cô phải tìm mọi cách để giải quyết vấn đề này.

## Diễn viên
- Cao Viên Viên trong vai Trình Tử Hân
- Cổ Thiên Lạc trong vai Trương Thân Nhiên
- Dương Thiên Hoa trong vai Dương Ương Ương
- Châu Du Dân trong vai Trình Tử Kiến
- Ngô Ngạn Tổ trong vai Phương Khải Hoành